# Șumenți, Silistra
Șumenți (în bulgară Шуменци, în română Daidâr) este un sat în comuna Tutrakan, regiunea Silistra, Dobrogea de Sud, Bulgaria. 
Între anii 1913-1940 a făcut parte din plasa Turtucaia a județului Durostor, România. Lângă localitate a mai existat o așezare (azi dispărută) ce se numea Meșe-Mahle în timpul administrației românești și Dubravitsa în bulgară.

## Demografie
Componența etnică a satului Șumenți
     Bulgari (60,11%)
     Turci (38,91%)
     Nicio identificare (0,97%)
     Altele (0%)
La recensământul din 2011, populația satului Șumenți era de 514 locuitori. Din punct de vedere etnic, majoritatea locuitorilor (60,11%) erau bulgari, cu o minoritate de turci (38,91%). Pentru 0,97% din locuitori nu este cunoscută apartenența etnică.